# ハローグリーンエブリー
ハローグリーンエブリー（Hello Green EVERY）は、かつて株式会社西紅（せいこう）が展開していた高級食品スーパーマーケットチェーン。

## 概要
創業は1976年（昭和51年）8月。設立は1978年（昭和53年）6月。キャッチコピーは「安・信・気・楽」「楽しく選び、おいしく暮らす。」。
2012年（平成24年）8月27日、イズミグループのゆめマート（現・ゆめマート熊本）が同年9月28日付けで西紅の全株式を取得し、その子会社となることが発表された。
イズミグループの店舗ブランド統合に伴い、2013年（平成25年）9月1日に運営店舗全店が「ゆめマート（看板表記：youmeマート）」に名称変更された。これにより「ハローグリーンエブリー」の名前を持つ店舗は消滅した。
2014年（平成26年）6月1日に、運営会社だった株式会社西紅も株式会社ゆめマートに合併され消滅した。

## 運営店舗
「youmeマート」への名称変更前の2013年（平成25年）8月31日時点で、全て熊本県に所在。熊本市を中心に県内で5店舗を展開していた。
- 長嶺店（熊本市東区）
- 九品寺店（熊本市中央区）
- 島崎店（熊本市西区）
- 近見店（熊本市南区）
- 宇土店（宇土市） … 宇土シティモール1階[6]。2011年（平成23年）1月に閉店した[7]ジャスコ宇土店跡に[6]、2011年（平成23年）4月21日にオープンした[8]。

### 熊本県
- 健軍店（熊本市東区） … 2012年（平成24年）7月に閉店。現在はアタックス花立店となっている。

### 鹿児島県
- 鹿児島店（鹿児島市） … 2004年（平成14年）9月17日の鹿児島中央駅ビル・アミュプラザ鹿児島開業時[9]に出店した[10]。地下1階にあった店舗面積約1,800m2の店舗だったが、2010年（平成22年）1月11日に撤退[11]。店舗跡はユニクロと無印良品が入居することになった[11]。当店の後継となる食品スーパーは、同じく地下1階にあった洋菓子店などの跡に店舗面積約600m2で出店することになり[11]地元資本の城山ストアーによる「フレッシュアリーナしろやま」となった。